# La Fille en question
La Fille en question est le 20e épisode de la saison 5 de la série télévisée Angel.

## Synopsis
Une guerre entre tribus de démons est imminente si la tête de l'ancien chef d'une des tribus n'est pas ramenée de Rome au plus vite. Angel et Spike partent donc pour Rome où ils espèrent revoir Buffy mais ils y apprennent qu'elle a une liaison avec l'Immortel, ennemi mortel d'Angel et de Spike, à qui il a joué de nombreux tours dans le passé, couchant notamment avec Darla et Drusilla. Après avoir récupéré la tête du démon, les deux vampires se rendent à l'appartement de Buffy où ils rencontrent Andrew. Ce dernier leur donne l'adresse d'un club où elle se trouve mais, arrivés là-bas, Angel et Spike ont maille à partir avec des serviteurs de l'Immortel et se font voler la tête. Pendant ce temps, à Los Angeles, Wesley se retrouve coincé dans une situation très inconfortable car les parents de Fred, qui ne sont toujours pas informés de la mort de leur fille, sont arrivés dans les bureaux de Wolfram & Hart. Illyria décide donc de se faire passer pour Fred, ce qui n'est pas du goût de Wesley, qui la prévient après coup de ne surtout pas recommencer.
Angel et Spike demandent l'aide de l'antenne de Wolfram & Hart de Rome, dont la présidente les reçoit chaleureusement et leur donne une mallette pleine d'argent pour négocier la restitution de la tête. Mais, après l'échange, le sac qu'ils ouvrent contient en fait une bombe qui les laisse en piteux état. Angel et Spike, lassés de Rome, font une dernière tentative pour voir Buffy mais ne rencontrent à nouveau qu'Andrew qui leur dit que les gens changent et qu'ils devraient essayer eux aussi et laisser Buffy vivre sa vie comme elle l'entend. Ils retournent à Los Angeles sans la tête, mais celle-ci les attend dans le bureau d'Angel accompagnée d'une petite note de l'Immortel. Angel et Spike sont écœurés de s'être encore fait berner par l'Immortel mais cette escapade à Rome les a rapprochés et ils décident de suivre le conseil d'Andrew.